# Fatou Jallow
Fatou Jallow   (Soma, 19 d'abril de 1996) és una reina de bellesa gambiana. Es va fer coneguda per les seves acusacions el 2014 contra el president gambià Yahya Jammeh.

## Biografia
Jallow és fulbe,un poble africà que viu entre el Sudan i el Senegal. Els seus pares són Alpha Jallow i Awa Saho. Va assistir a l'Escola de Secundària Sènior Nusrat fins al 12è grau.
El 22 de juliol de 2014, amb 18 anys, va guanyar el concurs nacional de bellesa organitzat pel president gambià Yahya Jammeh.
El setembre de 2014 va iniciar un curs de formació de professors al Gambia College de Brikama.
Segons una història publicada a al mitjà de comunicació Kibaroo el juny del 2015, Jallow va desaparèixer durant diverses setmanes després de ser convidada a la Casa de l'Estat de Banjul. El president Jammeh va ser acusat d’haver-la assetjat sexualment i oferir-li regals després del concurs de bellesa. Segons l'informe, Jammeh la va obligar a trobar-se diverses vegades contra la seva voluntat. Havia anunciat diverses vegades públicament que volia casar-se amb Jallow, una proposta que ella va rebutjar.
Com va explicar Jallow el 2019, el juliol del 2015 va fugir per la frontera cap a Dakar (Senegal), on va demanar ajuda a organitzacions de drets humans. El 6 d'agost de 2015 va rebre asil al Canadà i des de llavors viu a Toronto, on va estudiar treball social. El 2019 va treballar com a representant d’atenció al client d’una empresa de telecomunicacions i va ajudar en un refugi de dones.

### Violació
A finals de juny de 2019, va denunciar a les organitzacions de drets humans Human Rights Watch i TRIAL que Jammeh l’havia violada. El nom de Jallow es va esmentar a petició seva per animar altres dones a informar sobre aquestes experiències.
Després de guanyar el concurs de bellesa el 6 de desembre de 2014, va dir que va ser convidada a visitar Jammeh diverses vegades durant els mesos següents. Segons la seva declaració, va rebre 50.000 dalasi i més tard 200.000 dalasi.
El mateix Jammeh no va fer cap comentari sobre les acusacions. Ousman Rambo Jatta, oficial del partit Aliança per a la Reorientació i la Construcció Patriòtica fundat per Jammeh, va qualificar les acusacions de mentida, afirmant que Jammeh “és un líder respectable que no té res més que respecte per les nostres dones gambianes”. Un conductor de l’època també va negar les acusacions de violació de Jallow.
El ministre de Justícia i fiscal general de Gàmbia, Abubacarr Tambadou, i el president del Col·legi d’Advocats de Gàmbia (GBA),Salieu Taal, van felicitar Jallow pel seu coratge en trencar el seu silenci i van encoratjar a d'altres víctimes de violacions a manifestar-se, amb l'esperança que proporcionaria la base per presentar més càrrecs contra Jammeh. L'organització de drets de les dones, l'Associació de les Advocades Dones de Gàmbia (FLAG), s'hi van sumar. Els dies següents es van denunciar noves acusacions contra polítics d’alt rang.
Al setembre de 2019, el líder interí de l'APRC, Fabakary Jatta, va dir que les acusacions eren mentida i va denunciar les acusacions com a intents per tacar la imatge de Jammeh. Jallow va assenyalar que no havia acusat l'APRC com a partit, sinó Jammeh personalment.
El 31 d’octubre de 2019, Jallow va declarar davant la Comissió de la Veritat, la Reconciliació i les Reparacions per acceptar el regnat de Jammeh i va repetir i aclarir les seves acusacions.